# 校力蠟履介殼蟲
校力蠟履介殼蟲（学名：Lecaniodrosicha lithocarpi）为碩介殼蟲科蠟履介殼蟲屬下的一个种。